# Fontaine-l’Abbé
Fontaine-l’Abbé – miejscowość i gmina we Francji, w regionie Normandia, w departamencie Eure.
Według danych na rok 1990 gminę zamieszkiwały 564 osoby, a gęstość zaludnienia wynosiła 43 osoby/km² (wśród 1421 gmin Górnej Normandii Fontaine-l’Abbé plasuje się na 414. miejscu pod względem liczby ludności, natomiast pod względem powierzchni na miejscu 205).